# Federico Higuaín
Federico Fernando Higuaín (Buenos Aires, 25 ottobre 1984) è un allenatore di calcio ed ex calciatore argentino, di ruolo centrocampista, tecnico del Columbus Crew 2.
Ha giocato 157 partite e segnato 35 gol nella Primera División argentina per River Plate, Nueva Chicago, Independiente, Godoy Cruz e Colón tra il 2003 e il 2012. Ha anche avuto brevi periodi in Turchia con il Beşiktaş e in Messico con il Club América nel 2007-2008. Ha dedicato la stragrande maggioranza della sua carriera professionistica al Columbus Crew, dove ha totalizzato in 7 anni 210 partite segnando 59 reti.

## Biografia
Higuaín è nato a Buenos Aires, in Argentina, figlio dell'ex calciatore argentino Jorge Higuaín ha tre fratelli, Nicolas, Lautaro e Gonzalo, anche lui calciatore professionista. È di origini basche per via di suo padre.

## Caratteristiche tecniche
Soprannominato Pipa , Higuaín è un piccolo regista dal fisico snello. Pur non essendo un marcatore prolifico, la sua tecnica, visione, intelligenza, creatività sulla palla, capacità di fornire assist per i suoi compagni di squadra e fiuto per il gol da centrocampo lo rendono capace di giocare sia come attaccante che come trequartista, e lui ha anche spesso funzionato come seconda punta o come ala. Il giornalista di Buenos Aires Daniel Colasimone ha dichiarato che "Il suo ruolo è più quello di molestare le difese avversarie con corse intelligenti, un buon controllo della palla e passaggi incisivi. Il suo duro lavoro dentro e fuori dalla palla e la personalità affabile lo hanno reso molto apprezzato ovunque abbia giocato in Argentina". Il suo allenatore al Columbus, Gregg Berhalter, ha detto di lui nel 2015: "È il ragazzo che lega tutto insieme. Lega la difesa all'attacco su entrambi i lati della palla. È stato fantastico quest'anno e il suo contributo è sottovalutato ai miei occhi perché si è esibito a un davvero, davvero di alto livello."

## Carriera

### Club

#### Gli inizi
Higuaín ha firmato con il River Plate da giovane, giocando 5 partite e senza segnare gol. Ben presto è andato in prestito al Nueva Chicago nella seconda divisione argentina, dove ha giocato 77 partite totali, segnando 29 gol. Ha anche impressionato durante i periodi al Godoy Cruz e al Colón de Santa Fe.
La sua prima parte di carriera si è svolta in club argentini, mentre dal 2012 in club statunitensi, con una piccola parentesi europea nel 2007-2008 al Beşiktaş. A Istanbul, però, non si integra e quindi sarà ceduto in prestito al Club América.

#### Colombus Crew
Il 27 luglio 2012 Higuaín ha firmato un contratto per il Columbus Crew come terzo designated player della storia del club, per una quota record di $ 650.000 USD. Ha esordito il 19 agosto da subentrato contro la Houston Dynamo e 13 minuti dopo ha contribuito con un assist al gol di Eddie Gaven con un cross alto. Tre giorni dopo ha fatto il suo debutto da titolare in MLS contro il Toronto FC, gara in cui ha servito nuovamente un assist a Gaven e ha segnato la sua prima rete statunitense. Nella partita successiva, il 26 agosto, ha messo a segno una doppietta su calcio di punizione in una vittoria per 4-3 contro il N.E. Revolution. Per le sue prestazioni, Higuaín è stato nominato giocatore della settimana della Major League Soccer per le settimane 25 e 26 della stagione dai giornalisti calcistici nordamericani. Ha concluso la stagione segnando entrambi i gol della vittoria per 2-1 contro il Toronto FC nell'ultima giornata.
Higuaín ha iniziato la stagione 2013 segnando nella vittoria per 3-0 nella giornata di apertura contro il Chivas USA il 2 marzo. Il 10 agosto, ha segnato nella vittoria per 2-0 sui N.Y. Red Bulls con un tiro da fuori area che è stato votato gol della settimana, mentre nella partita successiva, una vittoria per 2-0 sul Toronto FC, ha scheggiato il portiere da 22 yard (20 m).
Dopo il termine della stagione 2014, in cui Higuaín ha messo a referto undici gol e sette assist, il giocatore ha rinnovato il proprio contratto con il club. Secondo quanto riferito, si trattava di un contratto di due anni, sebbene i termini dell'accordo fossero ufficialmente sconosciuti. Al momento della firma del suo nuovo contratto, Higuaín si era classificato quinto in campionato per gol, primo per gol su rigore e uno dei soli otto giocatori a toccare la doppia cifra nelle due stagioni precedenti da quando è approdato nella lega.
Nell'annata 2015, Higuaín ha segnato otto gol e fornito nove assist durante la stagione regolare, mentre nei playoff ha vinto l'Eastern Conference Championship contro i Portland Timbers, ma, contro la stessa squadra, perderanno la finale della MLS Cup, dopo una sconfitta esterna per 2-1. La stagione successiva è molto deludente sia per il giocatore, riuscito a mettere a segno solo quattro gol e tre assist in 20 presenze, che per la squadra, eliminata ai playoff. Nonostante alcune speculazioni affermassero che il giocatore avrebbe lasciato il club al termine della stagione, ha firmato un rinnovo contrattuale di un ulteriore anno, aiutando la squadra a qualificarsi per i playoff e a raggiungere le finali della Eastern Conference.
Il 25 maggio 2019, in una partita contro i Colorado Rapids, Higuaín si è infortunato e successivamente ha subito un intervento chirurgico al legamento crociato anteriore, non potendo proseguire il resto della stagione. Il 21 ottobre 2019, il presidente e direttore generale del Columbus Crew, Tim Bezbatchenko, ha annunciato che il club ha deciso di non prolungare il suo contratto per la prossima stagione. Complessivamente, in 8 stagioni, ha collezionato 210 presenze e segnato 59 reti.

#### D.C. United, Inter Miami e ritiro
Il 2 marzo 2020, Higuaín si è unito a parametro zero al D.C. United firmando un contratto come giocatore e allenatore per lo sviluppo dei giocatori. Il 13 luglio 2020, ha fatto il suo esordio in una partita del torneo MLS is Back contro il Toronto FC, con la propria squadra che stava perdendo 2-0 e, a causa di un'espulsione nel primo tempo, Higuain è entrato come sostituto all'80' e ha segnato in contropiede all'84'. Il DC United ha segnato un secondo gol nei minuti di recupero per forzare un pareggio per 2-2.
Il 10 ottobre 2020 viene ceduto all'Inter Miami per un conguaglio di 50.000 dollari, ricongiungendosi così a suo fratello Gonzalo. Debutta con i rosanero cinque giorni dopo, nel pareggio casalingo contro l'Atlanta United. Higuaín ha rinnovato ufficialmente il proprio contratto il 28 gennaio 2021 per continuare la stagione. Il 25 aprile 2021, mette a segno la sua prima rete, in una vittoria esterna contro il Philadelphia Union. Dopo il termine della stagione, Higuaín ha annunciato il suo ritiro dal calcio professionistico.
Il 1º febbraio 2022, Higuaín decide di ritornare al Columbus Crew firmando un contratto di un solo giorno per potersi ritirare nel club in cui trascorse la maggioranza della sua carriera professionistica.

### Allenatore
Higuaín ha iniziato la sua carriera da allenatore nel 2020 quando firmò con il DC United come giocatore e allenatore per lo sviluppo dei giocatori.
Il 4 febbraio 2022, Higuaín è stato nominato parte dello staff tecnico dell'Inter Miami II in vista della stagione inaugurale della MLS Next Pro. Il 6 gennaio 2023, ne è divenuto ufficialmente l'allenatore. Il 29 gennaio 2025 lascia ufficialmente la guida del club e, contestualmente, diviene tecnico del Columbus Crew 2, squadra riserve dell'omonimo club.

## Statistiche

### Presenze e reti nei club
| Stagione             | Club                 | Campionato           | Campionato | Campionato | Coppe nazionali | Coppe nazionali | Coppe nazionali | Coppe continentali | Coppe continentali | Coppe continentali | Altre coppe | Altre coppe | Altre coppe | Totale | Totale |
| Stagione             | Club                 | Comp                 | Pres       | Reti       | Comp            | Pres            | Reti            | Comp               | Pres               | Reti               | Comp        | Pres        | Reti        | Pres   | Reti   |
| -------------------- | -------------------- | -------------------- | ---------- | ---------- | --------------- | --------------- | --------------- | ------------------ | ------------------ | ------------------ | ----------- | ----------- | ----------- | ------ | ------ |
| 2006-2007            | Nueva Chicago        | BN                   | 37         | 14         | -               | -               | -               | -                  | -                  | -                  | -           | -           | -           | 37     | 14     |
| ago.-dic. 2007       | Beşiktaş             | SL                   | 6          | 0          | CT              | 2               | 2               | UCL                | 5                  | 0                  | -           | -           | -           | 13     | 2      |
| gen.-giu. 2008       | Club América         | PD                   | 13         | 1          | -               | -               | -               | CL                 | 9                  | 1                  | -           | -           | -           | 22     | 2      |
| 2008-2009            | Independiente        | PD                   | 18         | 1          | -               | -               | -               | CS                 | 1                  | 0                  | -           | -           | -           | 19     | 1      |
| 2009-2010            | Godoy Cruz           | PD                   | 36         | 11         | -               | -               | -               | -                  | -                  | -                  | -           | -           | -           | 36     | 11     |
| 2010-2011            | Colón                | PD                   | 26         | 3          | -               | -               | -               | -                  | -                  | -                  | -           | -           | -           | 26     | 3      |
| 2011-2012            | Colón                | PD                   | 32         | 7          | -               | -               | -               | -                  | -                  | -                  | -           | -           | -           | 32     | 7      |
| Totale Colón         | Totale Colón         | Totale Colón         | 58         | 10         |                 |                 |                 |                    |                    |                    |             |             |             | 58     | 10     |
| 2012                 | Columbus Crew        | MLS                  | 13         | 5          | USOC            | -               | -               | -                  | -                  | -                  | -           | -           | -           | 13     | 5      |
| 2013                 | Columbus Crew        | MLS                  | 29         | 11         | USOC            | 2               | 0               | -                  | -                  | -                  | -           | -           | -           | 31     | 11     |
| 2014                 | Columbus Crew        | MLS                  | 30         | 12         | USOC            | -               | -               | -                  | -                  | -                  | -           | -           | -           | 30     | 12     |
| 2015                 | Columbus Crew        | MLS                  | 37         | 9          | USOC            | -               | -               | -                  | -                  | -                  | -           | -           | -           | 37     | 9      |
| 2016                 | Columbus Crew        | MLS                  | 20         | 4          | USOC            | -               | -               | -                  | -                  | -                  | -           | -           | -           | 20     | 4      |
| 2017                 | Columbus Crew        | MLS                  | 31         | 9          | USOC            | 1               | 0               | -                  | -                  | -                  | -           | -           | -           | 31     | 9      |
| 2018                 | Columbus Crew        | MLS                  | 30+3       | 6+2        | USOC            | -               | -               | -                  | -                  | -                  | -           | -           | -           | 33     | 8      |
| 2019                 | Columbus Crew        | MLS                  | 14         | 1          | USOC            | -               | -               | -                  | -                  | -                  | -           | -           | -           | 14     | 1      |
| Totale Columbus Crew | Totale Columbus Crew | Totale Columbus Crew | 207        | 59         |                 | 3               | 0               |                    |                    |                    |             |             |             | 210    | 59     |
| mar.-ott. 2020       | D.C. United          | MLS                  | 7          | 0          | USOC            | -               | -               | -                  | -                  | -                  | MiB         | 3           | 2           | 10     | 2      |
| ott.-nov. 2020       | Inter Miami          | MLS                  | 4          | 0          | USOC            | -               | -               | -                  | -                  | -                  | -           | -           | -           | 4      | 0      |
| 2021                 | Inter Miami          | MLS                  | 25         | 3          | USOC            | 0               | 0               | -                  | -                  | -                  | -           | -           | -           | 25     | 3      |
| Totale Inter Miami   | Totale Inter Miami   | Totale Inter Miami   | 29         | 3          |                 | 0               | 0               |                    | -                  | -                  |             | -           | -           | 29     | 3      |
| Totale carriera      | Totale carriera      | Totale carriera      | 411        | 99         |                 | 5               | 2               |                    | 15                 | 1                  |             | 3           | 2           | 434    | 104    |